# Hypogastrura caduceator
Hypogastrura caduceator är en urinsektsart som först beskrevs av Carpenter 1919.  Hypogastrura caduceator ingår i släktet Hypogastrura och familjen Hypogastruridae. Inga underarter finns listade i Catalogue of Life.